# Die Fremde
Die Fremde é um filme de drama austríaco de 2000 dirigido e coescrito por Götz Spielmann.

## Elenco
- Goya Toledo - Mercedes
- Hary Prinz - Harry